# Fort De Perel
Fort De Perel is in feite een verzamelnaam voor 3 forten die allemaal vlak bij elkaar in dezelfde regio zijn aangelegd door de jaren heen.
Fort De Perel 1 werd gebouwd in 1584 tijdens de Tachtigjarige Oorlog op bevel van Farnese nadat hij Fort Liefkenshoek had veroverd. Het was een vierkant fort met aarden wallen die verstevigd waren met bastions op de hoekpunten. Het was gelegen aan het einde van de Parmavaart aan de monding van de Melkader te Kallo. In 1648 werd er tijdens de vrede van Munster besloten dat het fort moest verdwijnen. De huidige ligging van het fort is aan de zeesluis van Kallo, onder de toegangsgeul en de zuidelijke havenpier. De zuidkant van de zwaaikom heeft een kaaimuur die gebouwd is op grote caissons. Die caissons hebben een diameter van 20 m en werden afgezonken door de grond er uit te halen. Uit die caissons werden sluismuren en gepunte palen bovengehaald. Edmond Reyn heeft hierdoor kunnen bewijzen dat ze afkomstig waren van het Fort De Perel 1.
Fort De Perel 2 lag iets ten noorden van Fort De Perel 1 en werd in 1702 gebouwd door George Prosper Verboom als deel van de Bedmarlinie. Het werd afgebroken in 1786.
Fort De Perel 3 werd in 1870 gebouwd boven op de plaats van Fort De Perel 2. Het maakte deel uit van de Stelling van Antwerpen, de zgn. Brialmontlinie. De uitrusting waren 3 koepels met geschut van 24 cm en 28 cm, maar deze werden vanwege van de snelle evolutie van de maritieme artillerie nooit geplaatst. Ze waren tegen de Eerste Wereldoorlog al gedateerd. Het fort werd in 1944 door de terugtrekkende Duitsers opgeblazen. Toen deed het nog dienst als opslagplaats voor zeemijnen. De laatste restanten zijn verdwenen bij de aanleg van Ketenislaan bij de uitbreiding van de haven van Antwerpen.